# 右京塚
右京塚（うきょうづか）は、千葉県鎌ケ谷市の大字。郵便番号は273-0102。

## 地理
鎌ケ谷市のやや南部に位置する。東側は東初富、西側は道野辺中央、南側は丸山、北側は南初富や富岡と接している。

## 歴史
1982年（昭和57年）、鎌ケ谷・初富・道野辺の各一部から成立した。

## 世帯数と人口
2017年（平成29年）11月1日現在の世帯数と人口は以下の通りである。
| 大字   | 世帯数  | 人口    |
| ------ | ------- | ------- |
| 右京塚 | 527世帯 | 1,141人 |

## 小・中学校の学区
市立小・中学校に通う場合、学区は以下の通りとなる。
| 番地    | 小学校                 | 中学校                 |
| ------- | ---------------------- | ---------------------- |
| 1番     | 鎌ケ谷市立鎌ケ谷小学校 | 鎌ケ谷市立鎌ケ谷中学校 |
| 2～15番 | 鎌ケ谷市立東部小学校   | 鎌ケ谷市立第二中学校   |

## 交通
地内を京成電鉄松戸線が通っているほか、最北端を千葉県道57号千葉鎌ケ谷松戸線も通っている。

## 施設
- 鎌ケ谷市消防本部
- 鎌ケ谷中央消防署
- 鎌ケ谷郵便局
- 右京塚神社

## 環境
地内を通る京成松戸線の北側は湖沼水質保全特別措置法第3条第1項及び第2項における手賀沼に係る指定地域にあたり、建築に際しては水質の保全に関する施策を総合的に講ずる必要がある。